# روس برتي
روس برتي (بالإنجليزية: Ross Puritty)‏ هو ملاكم محترف أمريكي سابق بدأ مسيرته الاحترافية سنة 1989 حيث انتصر في نزاله الأول.

## المسيرة الاحترافية
من نزالاته:
- خسر أمام إدي شامبرز (2005/05/15).
- خسر أمام ألكسندر ديميترينكو (2004/11/06).
- خسر أمام أتيلا ليفين (2002/09/08).
- خسر أمام تيمو هوفمان (2002/06/01).
- خسر أمام فيتالي كليتشكو بالضربة الفنية القاضية (2001/12/08).
- خسر أمام إليسير كاستيلو (2000/08/20).
- انتصر على لويس موناكو (1999/04/22).
- انتصر على فلاديمير كليتشكو بالضربة الفنية القاضية (1998/12/05).
- خسر أمام كريس بيرد (1998/07/14).
- خسر أمام كوري ساندرز (1997/11/15).
- انتصر على خورخي لويس غونزاليس بالضربة الفنية القاضية (1996/12/05).
- خسر أمام مايكل غرانت (1996/07/21).
- خسر أمام حازم رحمن (1996/03/26).

## روابط خارجية
- روس برتي على موقع بوكس ريك (الإنجليزية) (registration required)